# Sylvia Wempner
Sylvia Wempner (* 1954 in Flensburg) ist eine deutsche Schauspiellehrerin, Schauspielerin und Hörspielsprecherin.

## Leben
Sylvia Wempner wuchs als Tochter des Schauspieler-Ehepaares Fritz Wempner (1910–1994) und Irmgard Wempner (1926–2020) gemeinsam mit zwei Schwestern und einem Bruder, dem Autor Michael Wempner (* 1962), in Flensburg auf. Ihre Eltern waren viele Jahre lang als feste Ensemblemitglieder an der Niederdeutschen Bühne Flensburg tätig.
Ihre Schulzeit beendete Wempner mit dem Abitur. Danach absolvierte sie ein Studium der Rechtswissenschaften und Komparatistik an der Freien Universität in West-Berlin. Sie hatte als Bühnendarstellerin einige Theaterengagements, so unter anderem auch am Staatstheater Kassel, am Badischen Staatstheater Karlsruhe, am Ernst-Deutsch-Theater oder am Zimmertheater Tübingen und wirkte in zahlreichen Theaterstücken mit, wie beispielsweise in Ein Sommernachtstraum oder in Onkel Wanja. Wempner stand von Ende der 1970er-Jahre bis Mitte der 1990er-Jahre in einigen Spielfilmen und Fernsehserien als Schauspielerin vor der Kamera. Sie war auch einige Zeit lang als Synchronsprecherin aktiv. Seit Ende der 1980er-Jahre ist Wempner hauptsächlich als Dozentin für Schauspiel am Hamburger Schauspiel-Studio Frese tätig.
Sylvia Wempner ist seit 1980 mit dem Schauspieler Rolf Becker verheiratet, mit dem sie drei Söhne hat und in Hamburg lebt. Beide engagieren sich seit mehreren Jahrzehnten in umwelt-und-friedenspolitischen Fragen.

## Filmografie (Auswahl)
- 1978: Mach’s gut, Florian
- 1979: Ein Kapitel für sich (TV-Dreiteiler)
- 1985: Im Schatten von Gestern
- 1987: Ein Fall für TKKG (TV-Miniserie)
- 1991: Gefahren der Sehnsucht (Kurzfilm)
- 1996: Wunschträume

## Hörspiele (Auswahl)
Die ARD-Hörspieldatenbank enthält (Stand: März 2024) für den Zeitraum von 1980 bis 2001 insgesamt 30 Datensätze, bei denen Sylvia Wempner als Sprecherin geführt wird.
- 1980: Heinz von der Wall, Susanne Neuhoff: Dat Zimmer. Niederdeutsches Hörspiel (Anja) – Regie: Walter Arthur Kreye (Original-Hörspiel, Mundarthörspiel – RB/NDR)
- 1980: Hermann Otto: Utscheiden. Niederdeutsches Hörspiel (Silke Tham) – Regie: Michael Leinert (Originalhörspiel, Mundarthörspiel – RB/NDR)
- 1981: Hermann Otto: Blots een Kleenigkeit. Niederdeutsches Hörspiel (Lena Wehning) – Regie: Hans Helge Ott (Originalhörspiel, Mundarthörspiel – RB/NDR)
- 1982: Robert Naegele: De Mamajung (Susanne) – Regie: Jochen Schütt (Mundarthörspiel – RB/NDR)
- 1982: Ursel Meyer: Un sünnabends kummt Besöök. Heiteres niederdeutsches Hörspiel (Monika, Jürgen Andersens Frau) – Regie: Claus Boysen (Originalhörspiel, Mundarthörspiel – RB/NDR)
- 1982: Dietrich Kayser: De Staat is lecker. Ein Funk-Comic aus dem Jahr 1982 (Carola) – Übersetzung ins Niederdeutsche und Regie: Jochen Schütt (Originalhörspiel, Mundarthörspiel – RB/NDR)
- 1983: Thora Thyselius: Von de Leev un von de See. Niederdeutsches Hörspiel (Minchen) – Regie: Wolfgang Rostock (Mundarthörspiel – RB/NDR)
- 1984: Gerhard Hotop: Krimi am Donnerstag: Begräbnis kanarisch (Angela Hartung) – Regie: Hans Jürgen Ott (Originalhörspiel, Kriminalhörspiel – RB)
- 1984: Konrad Hansen: Schottschen mit Zarah Leander. Heiteres niederdeutsches Hörspiel (Meike, Hannas Tochter) – Regie: Uwe Friedrichsen (Originalhörspiel, Mundarthörspiel – RB/NDR)
- 1985: Heinrich Schmidt-Barrien: In't witte Kleed. Niederdeutsches Hörspiel (Stimme II) – Regie: Jochen Schütt (Originalhörspiel, Mundarthörspiel – NDR/RB)
- 1986: Ubbo Gerdes: Frünnen. Niederdeutsches Hörspiel (Marga) – Regie: Wolfgang Rostock (Originalhörspiel, Mundarthörspiel – RB/NDR)
- 1986: Fritz Stavenhagen: De ruge Hoff (Annliesch) – Bearbeitung und Regie: Jochen Schütt (Hörspielbearbeitung, Mundarthörspiel – RB/NDR)
- 1989: Klaus Modick: Im Moos (Frau Schneider, Sekretärin des Kommissars) – Bearbeitung und Regie: Stephan Schwartz (Hörspiel – NDR)
- 2001: Wolfgang Hagen: Wie Nomaden reisen – Regie: Gottfried von Einem (Originalhörspiel – NDR)